# Sipalay

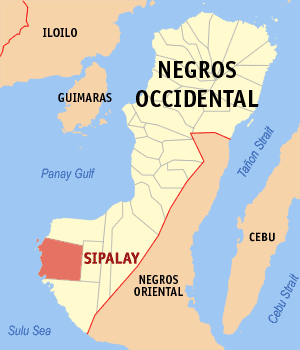
Sipalays läge i provinsen Negros Occidental.

Sipalay (officiellt City of Sipalay) är en stad i Filippinerna. Den ligger i provinsen Negros Occidental i regionen Västra Visayas och har 62 063 invånare (folkräkning 1 maj 2000).
Staden är indelad i 17 smådistrikt, barangayer, varav 11 är klassificerade som landsbygdsdistrikt och 6 som tätortsdistrikt.